# Elbert Hubbard
Elbert Green Hubbard (Bloomington, 19 giugno 1856 – RMS  Lusitania, 7 maggio 1915) è stato uno scrittore, filosofo e artista statunitense.

## Biografia
(Elbert Hubbard)
Nato a Bloomington, nello Stato statunitense di Illinois, i suoi genitori furono Silas Hubbard e Juliana Frances Read. Si trasferì con la famiglia a Buffalo, stato di New York, e successivamente a Hudson, stato dell'Illinois, seguendo il lavoro del padre.
Chiamato Bertie dalla sua famiglia, Elbert aveva tre sorelle minori: Mary, Anna Mirenda, e Honor Nel 1895 fonda la Roycroft, un'associazione di artigiani e artisti che fanno parte dell'Arts and Crafts, in East Aurora, New York. Il giornale del movimento, il Roycroft Press, era ispirato al Kelmscott Press di William Morris. Aveva anche due riviste, The Philistine e The Fra. Sposò Alice Moore Hubbard. Raggiunse il successo editoriale per caso, scrivendo "Messaggio per Garcia" come riempitivo della sua rivista The Philistine nel febbraio del 1899, poi ristampato come libro vendette oltre 40.000.000 di copie nel mondo.
Morì a bordo della nave Royal Mail Ship Lusitania, al largo dell'Irlanda, il 7 maggio del 1915 quando alle ore 14:10 la nave venne silurata dal sommergibile tedesco U-20 per aver forzato il blocco navale dei tedeschi. Ernest C. Cowper, uno dei sopravvissuti, scrisse al figlio maggiore di Hubbard che Elbert e Alice si rifiutarono di separarsi per salire sulle scialuppe e si chiusero in una cabina per morire insieme.

## Opere
- The Song Of Songs (1895)
- A Message To Garcia (1899)
- Time And Chance (1899)
- Kipling's Barbaric Yawp (1899)
- So Here Cometh White Hyacinths (1907)
- Man Of Sorrows (1908)
- Health And Wealth (1908)
- Who Lifted The Lid Off Hell? (1915)

## Elbert Hubbard al cinema
Alcune delle opere di Hubbard vennero adattate per lo schermo e il suo nome appare tra gli sceneggiatori. Nei documentari sulla fine del Lusitania appare anche Hubbard, citato in alcuni filmati di archivio.

### Filmografia
- Justinian and Theodora, regia di Otis Turner - cortometraggio (1910)
- A Message to Garcia, regia di Richard Ridgely - da A Message to Garcia (1916)
- Messaggio a Garcia o Messaggio segreto (A Message to Garcia), regia di George Marshall (1936)
- Shipwreck: The Lusitania documentario tv, regia di Christopher Rowley - filmati d'archivio (1996)
- Lusitania: Murder on the Atlantic documentario tv, regia di Melissa Jo Peltier - filmati d'archivio (1998)